# Un premi d'or
Un premi d'or (títol original: A Prize of Gold) és una pel·lícula negra britànica de 1955 en Technicolor dirigida per Mark Robson i filmada parcialment a Berlín Occidental. La pel·lícula és protagonitzada per Richard Widmark com un sergent de la policia aèria de la Força Aèria dels Estats Units que motivat per l'amor i la compassió començar una vida de crim. Està basada en la novel·la homònima de 1953 de Max Catto. Està doblada al català.

## Argument
El sergent de la Segona Guerra Mundial Joe Lawrence s'enamora d'una refugiada. Amb amb l'objectiu de reubicar uns orfes alemanys, conspira amb els seus companys per realitzar un atracament.

## Repartiment
- Richard Widmark com sergent Joe Lawrence
- Mai Zetterling com Maria
- Nigel Patrick com Brian Hammell
- George Cole com sergent Roger Morris
- Donald Wolfit com Alfie Stratton
- Joseph Tomelty com oncle Dan Watson
- Andrew Ray com Conrad
- Karel Stepanek com Dr. Zachmann
- Robert Ayres com Tex
- Eric Pohlmann com Fischer
- Olive Sloane com Mavis
- Alan Gifford com major Bracken
- Ivan Craig com major britànic
- Harry Towb com Benny

## Producció
Warwick va comprar els drets cinematogràfics de la novel·la l'abril de 1953 i va anunciar inicialment que volien Montgomery Clift com a protagonista. A R. C. Sherriff se li va assignar el guió i Mark Robson, que acabava de fer Infern sota zero per a Warwick, l'havia de dirigir. Alan Ladd, que havia fet tres pel·lícules per a Warwick, també estava negociant per interpretar el protagonista.
La pel·lícula formava part d'un nou acord de tres films que Warwick va signar amb Columbia (les altres eren The Cockleshell Heroes i Safari ). John Paxton va ser convocat per reescriure el guió de Sheriff. A principis de 1954, Richard Widmark va signar per coprotagonitzar amb Nigel Patrick.
El rodatge va començar el juliol de 1954 i es va dur a terme als Shepperton Studios a Anglaterra i a Alemanya.
El pressupost era de 209.671 £ més les tarifes per a Widmark, Allen i Broccoli.

## Recepció
Segons Kinematograph Weekly, va ser una "creadora de diners" a la taquilla britànica el 1955.